# リナルド・ダ・カプア
リナルド・ダ・カプア（Rinaldo da Capua）またはディ・カプア（di Capua, 1710年ごろ カプアまたはナポリ - 1780年ごろ ローマ(?)）は、イタリア、カプア出身のオペラ作曲家。

## 生涯
ディ・カプアの生い立ちについてはほとんど何もわかっていない。チャールズ・バーニーによるとナポリの名士の息子で、音楽は趣味として学んでいたが、父親が残した遺産が少なかったため、生活のために音楽家になる道を選んだとする。しかしながら実際にはその名の示すとおりカプアの生まれであったらしい。
ディ・カプアはローマを中心として活動した。彼が作曲したことが確実にわかる最初の作品はピエトロ・メタスタージオのリブレットによる『認められたキュロス (Ciro riconosciuto)』で、1737年にローマで上演されたが、成功しなかった。次の『喜劇の中の喜劇 (La comedia in comedia)』（1738年）では成功した。1739年の『パルティア王ヴォロジェーゾ (Vologeso re de' Parti)』は彼の最も成功したオペラ・セリアであった。
もっとも成功した作品はインテルメッゾ『ジプシーの女 (La Zingara)』で、パリで1753年に初演された後、改作されて題もフランス語(La Bohémienne)に直された上でヨーロッパ各地で上演された。『ジプシーの女』はペルゴレージの『奥様女中』とならんでブフォン論争に大きな役割を果たした。
1758年に最後のオペラ・セリアである『シリアのアドリアーノ (Adriano in Siria)』を初演した。その後もインテルメッゾなどを作曲したが、かならずしも収入に結びつかなかった。バーニーによると、晩年は人気が衰え、貧窮のうちにあったが、自筆譜は息子によってくず紙として売り飛ばされてしまったという。
オペラのほかに12曲のカンタータを作曲した。
18世紀後半にフランスで発売されたイタリア歌曲集にはしばしばディ・カプアの曲が含まれていた。
代表作『ジプシーの女』のみは20世紀になって再演されているが、現代ではほとんど忘れられた作曲家になっている。
作曲家マルチェッロ・ベルナルディーニ (Marcello Bernardini) は彼の息子である可能性がある。

## 作品
ディ・カプアは約30曲のオペラを作曲したが、現存するものは少ない。
- Ciro riconosciuto （1737年）
- La commedia in commedia（1738年）
- La donna superba（1752年）
- Farnace（1739年）
- Vologeso, re de'Parti（1739年）
- La libertà nociva（1740年）
- Ipermestra（1741年）
- Didone abbandonata（1741年）
- Le nozze di Don Trifone（1743年）
- Turno Heredonio Aricino（1743年）
- La forza del sangue（1746年）
- Catone in Utica（1748年）
- Il bravo e il bello（1748年）
- Mario in Numidia（1749年）
- Il ripiego in amore di Flaminia finta cameriera e Turco（1751年）
- Il cavalier Mignatta（1751年）
- Il Galoppino（1751年）
- Gli impostori（1751年）
- La forza della pace（1752年）
- La zingara（1753年、1755年）
- L'amante deluso（1753年）
- La serva sposa（1753年）
- La chiavarina（1754年）
- Attalo（1754年）
- La bohémienne（1755年）
- La smorfiosa（1756年）
- Il capitano napoletano（1756年）
- Adriano in Siria（1758年）
- Le donne ridicole（1759年）
- Il caffe' di campagna（1764年）
- I finti pazzi per amore（1770年）
- La donna vendicativa e l'erudito spropositato（1771年）
- La Giocondina（1778年）